# Frontul Democrat Revoluționar al Poporului Etiopian
Frontul Democrat Revoluționar al Poporului Etiopian (FDRPR; în amharică የኢትዮጵያ ሕዝቦች አብዮታዊ ዲሞክራሲያዊ ግንባር, ye’ītiyop’iya ḥizibochi ābiyotawī dīmokirasīyawī ginibari) a fost o coaliție politică etnic federalistă din Etiopia. FDRPE a fost format din patru partide politice, și anume Frontul de Eliberare al Poporului Tigrin (FEPT), Partidul Democrat Amaran (PDA), Partidul Democrat Oromoan (PDO) și Mișcarea Democrată Populară din Sudul Etiopiei (MDPSE). După ce a condus răsturnarea Etiopiei comuniste, a dominat politica Etiopiei din 1991 până în 2019.